# Мањински језици у Републици Српској
Устав Републике Српске у свом уводном дијелу дефинише Републику Српску као јединствен и недјељив уставноправни ентитет, земљу конститутивних народа и грађана, у којој Срби, Бошњаци и Хрвати, као конститутивни народи, Остали и грађани, равноправно и без дискриминације учествују у вршењу власти у Републици Српској. Положај националних мањина у Републици Српској, који су у Уставу категорисани као Остали, уређује и штити Закон о заштити права припадника националних мањиина Републике Српске Национална мањина у смислу овог закона је дио становништва – држављана Републике Српске који не припадају ни једном од конститутивних народа, а сачињавају је грађани истог или сличног етничког поријекла, исте или сличне традиције, обичаја, вјеровања, језика, културе и духовности и блиске или сродне историјске прошлости и других карактеристика.
Република Српска штити положај и равноправност припадника националних мањина: Албанаца, Црногораца, Чеха, Италијана, Јевреја, Мађара, Македонаца, Нијемаца, Пољака, Рома, Румуна, Руса, Русина, Словака, Словенаца, Турака и Украјинаца и других који испуњавају услове припадности националним мањинама.

## Мањински језици
Република Српска признаје и штити право сваком припаднику националне мањине кориштење свог језика слободно и без ометања, приватно и јавно, усмено и писмено. То подразумјева и право припаднику националне мањине да користи своје име и презиме на језику мањине и да захтјева да као такво буде у јавној употреби. У општинама, градовима и мјесним заједницама у којима припадници националне мањине чине апсолутну или релативну већину становништва, органи власти обезбјеђују да се језик мањине користи између тих припадника и органа власти, да натписи институција буду исписани на језику мањине, те да локални називи, имена улица и других топографских ознака намијењених јавности буду истакнути и на језику мањине која то захтјева. Општине и градови могу у својим статутима утврдити, да припадници националне мањине и када не чине апсолутну или релативну већину становништва, већ када у граду, општини, мјесној заједници или насељеном мјесту традиционално станује знатан број лица припадника националне мањине. Министарство просвјете и културе Републике Српске је изашло у сусрет захтјеву да се изучавање језика националних мањина уведе у школе и изучавање ових језика уведено је у школе тамо гдје је било интереса.
Најважнији међународни споразуми који се односе на мањинске језике су Европска повеља о регионалним или мањинским језицима и Оквирна конвенција за заштиту националних мањина које је усвојио Савјет Европе.

### Албански језик
Према службеним резултатима пописа становништва у Републици Српској 2013. године број становника Републике Српске којима је албански језик, матерњи језик. је износио 133 особа.

### Црногорски језик
Према службеним резултатима пописа становништва у Републици Српској 2013. године број становника Републике Српске којима је црногорски језик, матерњи језик. је износио 99 особа.

### Чешки језик
Према службеним резултатима пописа становништва у Републици Српској 2013. године број становника Републике Српске којима је чешки језик, матерњи језик. је износио 56 особа.
Чешки језик се у Републици Српској изучава на Филолошком факултету Универзитета у Бањалуци.

### Италијански језик
Према службеним резултатима пописа становништва у Републици Српској 2013. године број становника Републике Српске којима је италијански језик, матерњи језик. је износио 153 особа.
У основној школи „Петар Кочић” у Шибовској, дјеца италијанске националности уче италијански језик, као матернји језик. Италијански језик се у Републици Српској изучава на Филолошком факултету Универзитета у Бањалуци и Филозофском факултету Универзитета у Источном Сарајеву. У Бањалуци, постоји Центар за италијански језик и културу, који је настао као пројекат младих професора италијанског језика и студената који воле италијански језик и културу. Циљ овога пројекта је да се на једном мјесту обједине све потребне информације и ресурси који су потребни да би се успјешно научио италијански језик, посјетила Италија, провело одређено вријеме током студија на пракси, те успјешно прешао цијели пут потребан за одлазак на усавршавање или школовање у Италији.

### Хебрејски језк
Према службеним резултатима пописа становништва у Републици Српској 2013. године број становника Републике Српске којима је хебрејски језик, матерњи језик. је износио 0 особа.

### Мађарски језик
Према службеним резултатима пописа становништва у Републици Српској 2013. године број становника Републике Српске којима је мађарски језик, матерњи језик. је износио 92 особа.
Захваљујући Државном секретаријату за националну политику Владе Мађарске и Удружењу Мађара Републике Српске, у Бања Луци, се сваке године организује курс мађарског језика, првенствено намијењен припадницима мађарске националне мањине у Републици Српској. Удружење Мађаре Републике Српске, издаје двојезичн часопис „Уј Добош”, на мађарском и српском језику у коме представљају рад овог удружења Мађара у Републици Српској.

### Македонскии језик
Према службеним резултатима пописа становништва у Републици Српској 2013. године број становника Републике Српске којима је македонски језик, матерњи језик. је износио 220 особа.

### Њемачки језик
Према службеним резултатима пописа становништва у Републици Српској 2013. године број становника Републике Српске којима је њемачки језик, матерњи језик. је износио 136 особа.

### Пољски језик
Према службеним резултатима пописа становништва у Републици Српској 2013. године број становника Републике Српске којима је пољски језик, матерњи језик. је износио 51 особа.
У Прњавору је у сједишту Удружења Пољака „Болеславец” покренута школа пољског језика, која ће омогућити потомцима Пољака који живе на простору општине Прњавор учење пољског језика. Школа је са радом почела 11. новембра 2017. године на Дан независноти Републике Пољске. Књиге и материјал за школу пољског језика донирало је Удружење „Реемигранти из Босне” из Болеславеца.

### Ромски језик
Према службеним резултатима пописа становништва у Републици Српској 2013. године број становника Републике Српске којима је ромски језик, матерњи језик. је износио 1.360 особа.

### Румунски језик
Према службеним резултатима пописа становништва у Републици Српској 2013. године број становника Републике Српске којима је румунски језик, матерњи језик. је износио 224 особа.

### Руски језик
Према службеним резултатима пописа становништва у Републици Српској 2013. године број становника Републике Српске којима је руски језик, матерњи језик. је износио 197 особа.

### Русински језик
Према службеним резултатима пописа становништва у Републици Српској 2013. године број становника Републике Српске којима је русински језик, матерњи језик. је износио 12 особа.

### Словачки језик
Према службеним резултатима пописа становништва у Републици Српској 2013. године број становника Републике Српске којима је словачки језик, матерњи језик. је износио 52 особа.

### Словеначки језик
Према службеним резултатима пописа становништва у Републици Српској 2013. године број становника Републике Српске којима је словеначки језик, матерњи језик. је износио 238 особа.

### Турски језик
Према службеним резултатима пописа становништва у Републици Српској 2013. године број становника Републике Српске којима је турски језик, матерњи језик. је износио 7 особа.

### Украјински језик
Према службеним резултатима пописа становништва у Републици Српској 2013. године број становника Републике Српске којима је украјински језик, матерњи језик. је износио 987 особа.
У Основној школи „Бранко Ћопић” у Прњавору ученици украјинске националности могу учити украјински језик. У селу Деветина код Лакташа, гдје живи већи број Украјинаца, украјински језик је и данас сачуван. Украјинци у Деветини, када су само Украјинци у друштву, говоре својим матерњим украјинским језиком. Украјинско удружење "Златни клас" из Прњавора је током 2018. године издало књигу „Пјесмом сачувати од заборава”, писану на украјинском и српском језику. У књизи су наведене пјесме које су преци прњаворских Украјинаца донијели на ове просторе.

### Остали језици
Према службеним резултатима пописа становништва у Републици Српској 2013. године број становника Републике Српске којима је неки други језик, матерњи језик. је износио 13. 807 особа.